# گمینا چودتس
گمینا چودتس (به لهستانی:  Gmina Czudec) یک گمینا در لهستان است که در شهرستان ستژژوف واقع شده‌است. گمینا چودتس ۸۴٫۹۶ کیلومتر مربع مساحت و ۱۱٬۵۶۱ نفر جمعیت دارد.